# Sphingonotus aspera
Sphingonotus aspera är en insektsart som först beskrevs av Gaspard Auguste Brullé 1840.  Sphingonotus aspera ingår i släktet Sphingonotus och familjen gräshoppor. Inga underarter finns listade i Catalogue of Life.